# Louischen
Louischen, op. 339, är en polka-francaise av Johann Strauss den yngre. Den framfördes första gången den 22 september 1869 i Pavlovsk i Ryssland.

## Historia
Efter ett uppehåll på fyra år återvände Johann Strauss till Ryssland 1869 för var som skulle bli hans elfte och näst sista konsertturné där. Han åtföljdes denna gång av inte endast sin hustru Jetty utan även av sin bror Josef, som han hoppades skulle lyckas etablera sig hos publiken i Pavlovsk för att säkerställa honom för kommande säsonger. I slutändan visade sig dessa ansträngningar vara förgäves då ledningen för Järnvägsbolaget Tsarskoje-Selo redan hade önskat en förändring och engagerat dirigenten Benjamin Bilse från Schlesien för nästföljande sommar.
Säsongen 1869 började olyckligt. Frånsett problem med inkvartering hade Johann Strauss förbisett den tidsskillnad på tolv dagar som skilde den Julianska kalendern från den Gregorianska kalendern, vilket Josef meddelade sin hustru i Wien i ett brev daterat den 2 maj ( = 20 april enligt rysk kalender): "Jean [Johann] har lidit ett stort nederlag på grund av sina egna misstag angående datumet. Musikerna anlände ungefär 14 dagar för tidigt; han var tvungen att kompensera dem och fick offra 700 rubel. Han fick köpa varenda litet instrument, såsom triangel, trumpinnar etc. etc. ned till minsta sak. Allt som allt gick det på 1700 rubel". Trots dessa tidiga motgångar kunde konsertturnén börja den 9 maj (= 27 april) och möttes av enorma framgångar. Jetty skrev till Johanns vän, agenten Gustav Lewy, den 25 juni (= 13 juni): "Orkestern, 47 man, är så bra att det vore synd om den inte blev känd utanför Ryssland. Du kan inte föreställa dig precisionen, finessen, elegansen och styrkan!".
Bröderna Strauss delade på posten som dirigent - detta hade varit ett krav från Johann - och båda skrev nya kompositioner enkom för den ryska publiken. Två av dessa verk hade premiär vid orkestern första välgörenhetskonsert vilken ägde rum den 22 september i den nyligen restaurerade konsertsalen i Vauxhall Pavilion i Pavlovsk. Trots att ett ihärdigt regnande gjorde att konserten inte var så välbesökt orsakade Josef en smärre sensation med sin polka Ohne Sorgen (op. 271). Som kontrast hade Johann komponerat en polka som han hade givit den ryska titeln Nitschevo ("Strunt"). Båda polkorna fick tas om men Johanns verk verkar ha åtnjutit uppmärksamhet mer på grund av titeln än melodin, och under de återstående arton konsertdagarna spelades den endast två gånger. 
Strauss ryske förläggare, A. Büttner, publicerade stycket under dess ryska titeln. När Strauss återvände till Wien döpte han om den för en konsert i Musikverein söndagen den 29 januari 1871 till Louischen-Polka. Vem denna Louise var förtäljer inte historien.
Delar av polkan skulle senare komma att ingå i den postuma Straussoperetten Wiener Blut (1899), då som del av Josefs entréaria i akt I: "Anna! Anna! Anna! Ich such' jetz da".

## Om polkan
Speltiden är ca 3 minuter och 45 sekunder plus minus några sekunder beroende på dirigentens musikaliska tolkning.